# Будо-Літки
Бу́до-Лі́тки (Буда-Літківська) — село в Україні, у Лугинській селищній територіальній громаді Коростенського району Житомирської області. Кількість населення становить 218 осіб (2001). У 1954—2016 роках — адміністративний центр колишньої Будо-Літківської сільської ради.

## Географія
Розташоване за 15 км південніше смт Лугини та за 8 км від найближчої залізничної станції Лугини.

## Населення
Наприкінці 19 століття кількість населення становила 295 осіб, дворів — 46, у 1906 році нараховувалося 351 житель, дворів — 57, у 1923 році — 83 двори та 410 мешканців.
Станом на 1972 рік кількість населення становила 392 особи, дворів — 123.
Відповідно до результатів перепису населення СРСР, кількість населення, станом на 12 січня 1989 року, становила 265 осіб. За даними перепису 2001 року населення села становило 218 осіб, з них 96,33 % зазначили рідною українську мову, 2,75 % — російську, а 0,92 % — іншу.

## Історія
Поселення відоме з XVII століття. Наприкінці 19 століття — Буда-Літківська (пол. Buda Litkowska), село Лугинської волості Овруцького повіту Волинської губернії, за 60 верст від Овруча.
У 1906 році — Буда-Літківська (рос. Буда-Литковская), сільце Лугинської волості (2-го стану) Овруцького повіту Волинської губернії. Відстань до повітового центру, м. Овруч, становила 63 версти. Найближче поштово-телеграфне відділення розташовувалося в містечку Іскорость.
У березні 1921 року, в складі волості, передане до новоствореного Коростенського повіту Волинської губернії. У 1923 році — сільце Буда-Літківська, увійшло до складу новоствореної Радогощанської сільської ради, котра, 7 березня 1923 року, включена до складу новоутвореного Лугинського району Коростенської округи. Відстань до районного центру, міст. Лугини, становила 15 верст, до центру сільської ради, с. Радогоща — 3 версти.
Під час німецько-радянської війни участь у бойових діях брали 55 місцевих жителів, з них 27 осіб загинуло, 19 — нагороджено орденами і медалями. На їх честь у 1947 році встановлено обеліск Слави.
В радянські часи в селі розміщувалася центральна садиба колгоспу ім. В. В. Куйбишева, котрий обробляв 2 571 га земель, в тому числі 1 300 га ріллі. Господарство вирощувало зернові культури, льон, картоплю, мало розвинуте тваринництво м'ясо-молочного напрямку. В селі були початкова школа, клуб, магазин.
На 1 вересня 1946 року, відповідно до довідника з адмінустрою 1946 року — с. Будо-Літки. 11 серпня 1954 року до села перенесено адміністративний центр Радогощанської сільської ради з перейменуванням її на Будо-Літківську. 30 грудня 1962 року, в складі сільської ради, передане до Олевського району, 4 січня 1965 року — до складу Коростенського району, 8 грудня 1966 року повернуте до складу відновленого Лугинського району Житомирської області.
9 серпня 2016 року увійшло до складу новоствореної Лугинської селищної територіальної громади Лугинського району Житомирської області. Від 19 липня 2020 року, разом з громадою, в складі новоствореного Коростенського району Житомирської області.